# John Moore (hockeista su ghiaccio)
John Carroll Moore, Jr. (Winnetka, 19 novembre 1990) è un hockeista su ghiaccio statunitense professionista, che gioca nel ruolo di difensore. Dalla stagione 2015-2016 gioca per i New Jersey Devils.